# 旧村上邸
旧村上邸（きゅうむらかみてい）は、 神奈川県鎌倉市西御門で保存されている、和風木造住宅。鎌倉市の景観条例に定められた「景観重要建築物等の歴史的建築物」に指定されている（1999年12月1日指定、指摘建築物の中では唯一市が管理）。

## 概要
明治末期に建てられた伝統的な様式の建物である。
1941年（昭和16年）に村上氏の所有となった後、母屋の一部を改造して能舞台が作られた。2006年に所有者から鎌倉市に寄贈された。
一般には公開されていなかったが、2018年に鎌倉市は活用に向けた事業者の公募型プロポーザルを実施し、株式会社エンジョイワークスを代表とする応募者を最優秀提案者として選定した。事業者は企業研修や市民の文化活動への利用を前提とした改修を実施して（耐震工事は市が先に施工）2019年5月に関係者や報道機関に「お披露目会」が開かれ、「鎌倉みらいラボ」としてオープンした。事業者は市と定期賃貸借契約を結んで運営している。